# Nova vas, Šmohor - Preseško jezero
Nova vas (nemško Neudorf) je naselje občine Šmohor - Preseško jezero v okraju Šmohor na Koroškem v Avstriji.